# Geodia
Genre
Synonymes
Cydonium
Geodinella
Isops
Sidonops
Synops
Geodia  est un genre d'éponges siliceuses regroupant plus de 160 espèces. Ce genre a une répartition géographique quasi-mondiale (absent en Antarctique), présent depuis les eaux littorales jusqu'aux profondeurs bathyales. Geodia est traditionnellement caractérisé par la présence de microsclères (micro-spicules) en forme de boule appelés sterrasters. Ceux-ci forment la couche interne du cortex (endocortex). La couche externe de l'éponge (ectocortex) est formé par une autre catégorie d' euasters: strongylasters, spherasters, oxyasters etc. Bien souvent, d'autres catégories d' euasters sont présents dans le choanosome. C'est souvent la morphologie des microsclères (taille et forme) qui permet d'identifier les différentes espèces. D'autre part, comme chez les autres Astrophorida, les Geodia ont des megasclères (macro-spicules) à quatre branches appelés triaenes. Ces triaenes ont été perdus chez quelques espèces de Geodia, autrefois réunis dans le genre Geodinella Lendenfeld, 1903 (ex:G. robusta, G. spherastrosa, G. hyotania).
Des études phylogénétiques moléculaires ont montré que les sterrasters ont été perdus plusieurs fois au cours de l'évolution.
Des analyses phylogénétiques moléculaires ont montré que les genres Isops Sollas, 1880 et Sidonops Sollas, 1889 sont synonymes de Geodia. De plus, depuis Morrow & Cárdenas (2015), Astrophorida n'est plus accepté comme un ordre et est devenu un sous-ordre de Tetractinellida, auquel le genre Geodia est donc désormais rattaché. 
Les Geodia tropicales peuvent être consommées par les tortues imbriquées.
L'espèce la plus commune en Méditerranée est Geodia cydonium.
En 2023, une équipe de l'université d'Uppsala menée par le spongiologue français Paco Cárdenas publie le génome complet de Geodia barretti. C'est le premier génome publié pour toutes les espèces de l'ordre Tetractinellida.

## Liste des espèces
- Geodia acanthylastra Lendenfeld, 1910
- Geodia agassizii Lendenfeld, 1910
- Geodia alba Kieschnick, 1896
- Geodia amadaiba Tanita & Hoshino, 1989
- Geodia amphistrongyla Lendenfeld, 1910
- Geodia anceps Vosmaer, 1894
- Geodia angulata Lendenfeld, 1910
- Geodia apiarium Schmidt, 1870
- Geodia arabica Carter, 1869
- Geodia areolata Carter, 1880
- Geodia arma Lehnert & Stone, 2019
- Geodia arripiens Lindgren, 1897
- †Geodia asteroderma Hughes, 1985
- Geodia ataxastra Lendenfeld, 1910
- Geodia atlantica Stephens, 1915
- Geodia auroristella Dendy, 1916
- Geodia australis Da Silva & Mothes, 2000
- †Geodia avicula Brimaud & Vachard, 1986
- Geodia barretti Bowerbank, 1858
- Geodia basilea Lévi, 1964
- Geodia berryi Sollas, 1888
- Geodia bibilonae Díaz & Cárdenas, 2024
- Geodia bicolor Lendenfeld, 1910
- Geodia boesraugi Van Soest & Hooper, 2020
- Geodia breviana Lendenfeld, 1910
- Geodia californica Lendenfeld, 1910
- Geodia campbellensis Sim-Smith & Kelly, 2015
- Geodia canaliculata Schmidt, 1868
- Geodia carcinophila Lendenfeld, 1897
- Geodia carolae Lendenfeld, 1910
- Geodia carteri Sollas, 1888
- Geodia chathamensis Sim-Smith & Kelly, 2015
- Geodia cidaris Lamarck, 1815
- Geodia composita Bösraug, 1913
- Geodia conchilega Schmidt, 1862
- Geodia contorta Bowerbank, 1873
- Geodia cooksoni Sollas, 1888
- Geodia copiosa Sim-Smith & Kelly, 2015
- Geodia cordata (Wiedenmayer, 1989)
- Geodia corticostylifera Hajdu, Muricy, Custodio, Russo & Peixinho, 1992
- Geodia cribrata Rützler, Piantoni, van Soest & Díaz, 2014
- Geodia crustosa Bösraug, 1913
- Geodia cumulus Schmidt, 1870
- Geodia curacaoensis Van Soest, Meesters & Becking, 2014
- Geodia cydonium Linné, 1767
- Geodia cylindrica Thiele, 1898
- Geodia dendyi Burton, 1926
- Geodia depressa Bowerbank, 1873
- Geodia distincta Lindgren, 1897
- Geodia dura Tendal, 1969
- Geodia dysoni Bowerbank, 1873
- Geodia echinastrella Topsent, 1904
- Geodia eosaster Sollas, 1888
- Geodia erinacea Lendenfeld, 1888
- Geodia ewok Sim-Smith & Kelly, 2015
- Geodia exigua Thiele, 1888
- Geodia flemingii Bowerbank, 1873
- Geodia gallica Lendenfeld, 1907
- Geodia garoupa Carvalho, Lopes, Cosme & Hajdu, 2016
- Geodia geodina Schmidt, 1868
- Geodia gibberella de Laubenfels, 1951
- Geodia gibberosa Lamarck, 1815
- Geodia glariosa Sollas, 1888
- Geodia globosa Baer, 1906
- Geodia globostellifera Carter, 1880
- Geodia globus Schmidt, 1870
- †Geodia harmatuki Finks et al., 2011
- Geodia harpago Sim-Smith & Kelly, 2015
- Geodia hentscheli Cárdenas, Rapp, Schander & Tendal, 2010
- Geodia hilgendorfi Thiele, 1898
- Geodia hirsuta Sollas, 1886
- Geodia hyotania Tanita, 1965
- Geodia imperfecta Bowerbank, 1874
- Geodia inaequalis Bowerbank, 1873
- Geodia inconspicua Bowerbank, 1873
- Geodia isabella Dickinson, 1945
- Geodia japonica Sollas, 1888
- Geodia jousseaumei Topsent, 1906
- Geodia kermadecensis Sim-Smith & Kelly, 2015
- Geodia kuekenthali Thiele, 1900
- Geodia labyrinthica Kirkpatrick, 1903
- Geodia lacunata Lamarck, 1815
- Geodia lebwohli Van Soest & Hooper, 2020
- Geodia leosimi Sim-Smith & Kelly, 2015
- Geodia libera Stephens, 1915
- Geodia lindgreni Lendenfeld, 1903
- Geodia littoralis Stephens, 1915
- Geodia lophotriaena Lendenfeld, 1910
- Geodia macandrewii Bowerbank, 1858
- Geodia magellani Sollas, 1886
- Geodia margarita Sim-Smith & Kelly, 2015
- Geodia matrix Díaz & Cárdenas, 2024
- Geodia media Bowerbank, 1873
- Geodia megaster Burton, 1926
- Geodia megastrella Carter, 1876
- Geodia mesotriaena Lendenfeld, 1910
- Geodia mesotriaenella Lendenfeld, 1910
- Geodia micraster Lendenfeld, 1907
- Geodia micropora Lendenfeld, 1910
- Geodia micropunctata Row, 1911
- Geodia microsphaera Díaz & Cárdenas, 2024
- Geodia microspinosa Wilson, 1925
- Geodia neptuni Sollas, 1886
- Geodia nigra Lendenfeld, 1888
- Geodia nilslindgreni Van Soest & Hooper, 2020
- Geodia nitida Sollas, 1886
- Geodia nodastrella Carter, 1876
- Geodia nodosa (Sim-Smith & Kelly, 2015)
- Geodia obscura Thiele, 1898
- Geodia orthomesotriaena Lebwohl, 1914
- Geodia ostracomorpha Lévi & Lévi, 1989
- †Geodia ovata (Huang, 1967)
- Geodia ovifractus Burton, 1926
- Geodia ovis Lendenfeld, 1910
- Geodia oxyastra Lendenfeld, 1910
- Geodia pachydermata Sollas, 1886
- Geodia papyracea Hechtel, 1965
- Geodia parasitica Bowerbank, 1873
- Geodia parva Hansen, 1885
- Geodia paupera Bowerbank, 1873
- Geodia perarmata Bowerbank, 1873
- Geodia pergamentacea Schmidt, 1870
- Geodia peruncinata Dendy, 1905
- Geodia philippinensis Wilson, 1925
- Geodia phlegraei Sollas, 1880
- Geodia phlegraeioides Díaz & Cárdenas, 2024
- Geodia picteti Topsent, 1897
- Geodia placenta Schmidt, 1862
- Geodia pleiades Sollas, 1888
- Geodia pocillum Van Soest, 2017
- Geodia poculata Bösraug, 1913
- Geodia polytriaena Almeida, Sandes, Guimarães & Muricy, 2021
- Geodia praelonga Sim-Smith & Kelly, 2015
- Geodia punctata Hentschel, 1909
- Geodia ramodigitata Carter, 1880
- Geodia ramosa Topsent, 1928
- †Geodia rara (Robinson & Haslett, 1995)
- Geodia regina Dendy, 1924
- Geodia reniformis Thiele, 1898
- Geodia reticulata Bowerbank, 1874
- Geodia rex Dendy, 1924
- Geodia riograndensis Silva & Mothes, 2000
- Geodia robusta Lendenfeld, 1907
- Geodia rovinjensis Müller et al., 1983
- Geodia sadiemillsae Sim-Smith & Kelly, 2015
- Geodia sagitta Sim-Smith & Kelly, 2015
- Geodia senegalensis Topsent, 1891
- Geodia sollasi Lendenfeld, 1888
- Geodia sparsa Wilson, 1925
- Geodia sphaeroides Kieschnick, 1896
- Geodia sphaerulifer Vacelet & Vasseur, 1965
- Geodia spheranthastra Pulitzer-Finali, 1993
- Geodia spherastrea Lévi, 1964
- Geodia spherastrella Topsent, 1904
- Geodia spherastrosa Wilson, 1925
- Geodia splendida Da Silva & Mothes, 2000
- Geodia starki Stone & Drumm, 2014
- Geodia stellata Lendenfeld, 1907
- Geodia stellosa Czerniavsky, 1880
- Geodia stromatodes Uliczka, 1929
- Geodia sulcata Van Soest, 2017
- Geodia tenera Sim-Smith & Kelly, 2015
- Geodia thomsonii Schmidt, 1870
- Geodia tuberculosa Bowerbank, 1872
- Geodia tuberosa Schmidt, 1862
- Geodia tumulosa  Bowerbank, 1872
- Geodia tylastra Boury-Esnault, 1973
- Geodia ulleungensis Sim & Kang, 2004
- Geodia vadi Sim-Smith & Kelly, 2015
- Geodia variospiculosa Thiele, 1898
- Geodia vaubani Lévi & Lévi, 1983
- Geodia vestigifera Dendy, 1924
- Geodia vosmaeri Sollas, 1886
- Geodia williami Sim-Smith & Kelly, 2015